# West Union (Nyugat-Virginia)
West Union város az USA Nyugat-Virginia állam Doddridge megyéjében, melynek megyeszékhelye is. Lakosainak száma 653 fő (2020. április 1.).

## Népesség
A település népességének változása:
| Lakosok száma | 356  | 825  | 653  |
|               | 1880 | 2010 | 2020 |